# Charles-Henri de Cossé-Brissac
Pour les autres membres de la famille, voir Maison de Cossé-Brissac.
Pour les articles homonymes, voir Cossé et Brissac.
Charles-Henri de Cossé-Brissac, né le 16 mars 1936 à Paris, mort le 15 août 2003 à Saint-Pol-de-Léon, est un homme politique français, président du Conseil général et sénateur de la Loire-Atlantique.

## Biographie
Charles-Henri de Cossé-Brissac est le fils d'Artus de Cossé-Brissac et de son épouse, née de Guéhéneuc de Boishue. Il est le petit-neveu d'Henri de La Ferronnays.
Exploitant agricole, héritier du château de Saint-Mars-la-Jaille et propriétaire d'un vaste domaine de polyculture, d'élevage et de sylviculture, il est élu conseiller général pour le canton de Saint-Mars-la-Jaille en 1964, puis devient maire de Saint-Mars-la-Jaille en 1965, battant l'industriel local Alexandre Braud, maire sortant. Il siège au Conseil régional des Pays de la Loire de 1973 à 1986.
Il est président du conseil général de la Loire-Atlantique (apparenté RPR) de 1976 à 1994 et de la Fédération nationale de l'habitat rural et de l'aménagement du territoire rural de 1982 à 1989. L'un des principaux instigateurs du TGV Atlantique et de l'aéroport de Nantes, il s'investit particulièrement dans la revitalisation des campagnes.
L'un des leaders de la droite départementale, il est sénateur entre 1983 et 2001. Inscrit au groupe de l'Union des républicains et des indépendants (UREI) puis à celui des Républicains et Indépendants (1991), il est président du groupe sénatorial sur l'avenir de l'industrie automobile française (1985-1994) et vice-président de la commission des Affaires étrangères, de la Défense et des Forces armées (1998). Il est élu délégué suppléant de l'Assemblée parlementaire du Conseil de l'Europe et de l'Assemblée de l'Union de l'Europe occidentale en 1996 et 1997.
Il décède dans le château de la famille de son épouse à Saint-Pol-de-Léon.

## Publications
- Loire-Atlantique (avec Armel de Wismes, Michel Le Mené, Xavier du Boisrouvray, Paris : Vieilles maisons françaises, 1986)

### Préfaces
- La Loire-Atlantique dans la tourmente révolutionnaire, 1789-1799 (Jean-Clément Martin ; préface de Charles-Henri de Cossé Brissac / Nantes : Reflets du passé , 1989)
- La Loire-Atlantique : des origines à nos jours (sous la dir. de Fabrice Abbad ; préf. de Charles-Henri de Cossé-Brissac ; postf. d'Olivier Guichard / Saint-Jean-d'Angély : Bordessoules , 1984)
- La Loire atlantique, une valeur économique sûre : répertoire 1990 des zones d'activités / préf. de Charles-Henri de Cossé Brissac / [S. l.] : [S.n.] , 1990
- Cahiers des plaintes et doléances de Loire-Atlantique 1789 : texte intégral et commentaires / éd. par le Conseil général de Loire-Atlantique, réalisé sous la dir, de Michel Le Mené et de Marie-Hélène Santrot, préf. de Charles-Henri de Cossé Brissac / [Nantes] : Conseil général de Loire-Atlantique , 1989